# Singapur Open 1991
Die Singapur Open 1991 im Badminton fanden vom 17. bis zum 21. Juli 1991 im Singapore Indoor Stadium statt.

## Sieger und Platzierte
| Disziplin    | Gold                           | Silber                             | Bronze                            |
| ------------ | ------------------------------ | ---------------------------------- | --------------------------------- |
| Herreneinzel | Bambang Suprianto              | Fung Permadi                       | Foo Kok Keong                     |
| Herreneinzel | Bambang Suprianto              | Fung Permadi                       | Eddy Kurniawan                    |
| Dameneinzel  | Huang Hua                      | Zhou Lei                           | Lee Heung-soon                    |
| Dameneinzel  | Huang Hua                      | Zhou Lei                           | Bang Soo-hyun                     |
| Herrendoppel | Kim Moon-soo Park Joo-bong     | Huang Zhanzhong Zheng Yumin        | Shuji Matsuno Shinji Matsuura     |
| Herrendoppel | Kim Moon-soo Park Joo-bong     | Huang Zhanzhong Zheng Yumin        | Rudy Gunawan Eddy Hartono         |
| Damendoppel  | Chung Myung-hee Chung So-young | Christine Gandrup Lim Xiaoqing     | Pan Li Wu Yuhong                  |
| Damendoppel  | Chung Myung-hee Chung So-young | Christine Gandrup Lim Xiaoqing     | Catrine Bengtsson Maria Bengtsson |
| Mixed        | Thomas Lund Pernille Dupont    | Pär-Gunnar Jönsson Maria Bengtsson | Shon Jin-hwan Gil Young-ah        |
| Mixed        | Thomas Lund Pernille Dupont    | Pär-Gunnar Jönsson Maria Bengtsson | Hwang Hye-young Lee Sang-bok      |

## Finalergebnisse
| Disziplin    | Sieger                         | Finalist                           | Ergebnis         |
| ------------ | ------------------------------ | ---------------------------------- | ---------------- |
| Herreneinzel | Bambang Suprianto              | Fung Permadi                       | 15:9, 15:8       |
| Dameneinzel  | Huang Hua                      | Zhou Lei                           | 11:5, 7:11, 11:2 |
| Herrendoppel | Park Joo-bong Kim Moon-soo     | Huang Zhanzhong Zheng Yumin        | 15:2, 15:4       |
| Damendoppel  | Chung Myung-hee Chung So-young | Christine Gandrup Lim Xiaoqing     | 15:11, 15:3      |
| Mixed        | Thomas Lund Pernille Dupont    | Pär-Gunnar Jönsson Maria Bengtsson | 15:8, 15:12      |